# Oripoda cubana
Oripoda cubana är en kvalsterart som först beskrevs av Balogh och Sandór Mahunka 1980.  Oripoda cubana ingår i släktet Oripoda och familjen Oripodidae. Inga underarter finns listade i Catalogue of Life.